# Made in Japan
Made in Japan is een live-album van de Britse hardrockband Deep Purple in hun meest succesvolle samenstelling (MK2).
Het album is opgenomen tijdens hun concerten van 15 tot 17 augustus 1972 in Osaka en in Tokio, Japan.

## Nummers
| Nr. | Titel                 | Schrijver(s)                       | Duur  |
| --- | --------------------- | ---------------------------------- | ----- |
| 1.  | Highway star          | Blackmore/Gillan/Glover/Lord/Paice | 6:51  |
| 2.  | Child in time         | Blackmore/Gillan/Glover/Lord/Paice | 12:24 |
| 3.  | Smoke on the water    | Blackmore/Gillan/Glover/Lord/Paice | 7:32  |
| 4.  | The Mule              | Blackmore/Gillan/Glover/Lord/Paice | 9:49  |
| 5.  | Strange kind of woman | Blackmore/Gillan/Glover/Lord/Paice | 9:36  |
| 6.  | Lazy                  | Blackmore/Gillan/Glover/Lord/Paice | 10:51 |
| 7.  | Space truckin'        | Blackmore/Gillan/Glover/Lord/Paice | 19:41 |

## Bezetting
- Ian Gillan: Zang
- Roger Glover: Basgitaar
- Ritchie Blackmore: Gitaar
- Jon Lord: Orgel, Synthesizer
- Ian Paice: percussie

## Heruitgebracht op cd
In 1998 is het album in een geheel nieuw jasje gestoken en opnieuw uitgebracht op 2 cd's als 'Anniversary Edition'. Dit album bevat naast de oorspronkelijke nummers een drietal destijds gespeelde toegiften als extra nummers:

| Nr. | Titel                                                          | Schrijver(s)                       | Duur |
| --- | -------------------------------------------------------------- | ---------------------------------- | ---- |
| 1.  | Black Night (is tussendoor ook als single uitgebracht geweest) | Blackmore/Gillan/Glover/Lord/Paice | 6:17 |
| 2.  | Speed King                                                     | Blackmore/Gillan/Glover/Lord/Paice | 7:25 |
| 3.  | Lucille                                                        | Collins/Penniman                   | 8:03 |